# ÖFB-Cup 1965-1966
La ÖFB-Cup 1965-1966 è stata la 32ª edizione della coppa nazionale di calcio austriaca.

## Ottavi di finale
| Squadra 1         | Risultato | Squadra 2          |
| ----------------- | --------- | ------------------ |
| 14 settembre 1965 |           |                    |
| Simmering         | 1 - 0     | Tulln              |
| Grazer AK         | 2 - 4     | Rapid Vienna       |
| 15 settembre 1965 |           |                    |
| Schwechat         | 3 - 1     | Wr. Neustädter     |
| Wien              | 2 - 1     | Wacker Innsbruck   |
| First Vienna      | 0 - 4     | Austria Vienna     |
| 10 ottobre 1965   |           |                    |
| Wiener SC         | 6 - 2     | Pinkafeld          |
| 12 ottobre 1965   |           |                    |
| Admira Vienna     | 1 - 0     | Austria Salisburgo |
| 13 ottobre 1965   |           |                    |
| LASK              | 5 - 0     | Austria Klagenfurt |

## Quarti di finale
| Squadra 1        | Risultato   | Squadra 2      |
| ---------------- | ----------- | -------------- |
| 8 dicembre 1965  |             |                |
| Schwechat        | 3 - 4 (dts) | Rapid Vienna   |
| 11 dicembre 1965 |             |                |
| Simmering        | 2 - 1       | Wiener SC      |
| 12 dicembre 1965 |             |                |
| Admira Vienna    | 4 - 0       | LASK           |
| Wien             | 0 - 3       | Austria Vienna |

## Semifinale
| Squadra 1      | Risultato | Squadra 2      |
| -------------- | --------- | -------------- |
| 4 maggio 1966  |           |                |
| Rapid Vienna   | 3 - 0     | Austria Vienna |
| 25 maggio 1966 |           |                |
| Simmering      | 0 - 1     | Admira Vienna  |

## Finale
| Squadra 1     | Risultato | Squadra 2    |
| ------------- | --------- | ------------ |
| 8 giugno 1966 |           |              |
| Admira Vienna | 1 - 0     | Rapid Vienna |